# Grand Prix Formule 1 van Maleisië 2004
De Grand Prix Formule 1 van Maleisië 2004 werd gehouden op 21 maart 2004 op het Sepang International Circuit in Sepang.

## Uitslag
| Positie | Nummer | Rijder               | Team               | Ronden | Tijd/Opgave | Startplaats | Punten |
| ------- | ------ | -------------------- | ------------------ | ------ | ----------- | ----------- | ------ |
| 1       | 1      | Michael Schumacher   | Scuderia Ferrari   | 56     | 1:31:07.490 | 1           | 10     |
| 2       | 3      | Juan Pablo Montoya   | Williams-BMW       | 56     | +5.022      | 4           | 8      |
| 3       | 9      | Jenson Button        | BAR-Honda          | 56     | +11.568     | 6           | 6      |
| 4       | 2      | Rubens Barrichello   | Scuderia Ferrari   | 56     | +13.615     | 3           | 5      |
| 5       | 7      | Jarno Trulli         | Renault            | 56     | +37.360     | 8           | 4      |
| 6       | 5      | David Coulthard      | McLaren - Mercedes | 56     | +53.098     | 9           | 3      |
| 7       | 8      | Fernando Alonso      | Renault            | 56     | +1:07.877   | 19          | 2      |
| 8       | 12     | Felipe Massa         | Sauber - Petronas  | 55     | +1 Ronde    | 11          | 1      |
| 9       | 16     | Cristiano da Matta   | Toyota             | 55     | +1 Ronde    | 10          |        |
| 10      | 15     | Christian Klien      | Jaguar Racing      | 55     | +1 Ronde    | 13          |        |
| 11      | 11     | Giancarlo Fisichella | Sauber - Petronas  | 55     | +1 Ronde    | 12          |        |
| 12      | 17     | Olivier Panis        | Toyota             | 55     | +1 Ronde    | 14          |        |
| 13      | 19     | Giorgio Pantano      | Jordan-Ford        | 54     | +2 Rondes   | 18          |        |
| 14      | 20     | Gianmaria Bruni      | Minardi - Cosworth | 53     | +3 Rondes   | 16          |        |
| 15      | 10     | Takuma Sato          | BAR-Honda          | 52     | +4 Rondes   | 20          |        |
| 16      | 21     | Zsolt Baumgartner    | Minardi - Cosworth | 52     | +4 Rondes   | 17          |        |
| Ret     | 6      | Kimi Räikkönen       | McLaren - Mercedes | 40     | Transmissie | 5           |        |
| Ret     | 18     | Nick Heidfeld        | Jordan-Ford        | 34     | Transmissie | 15          |        |
| Ret     | 4      | Ralf Schumacher      | Williams-BMW       | 27     | Motor       | 7           |        |
| Ret     | 14     | Mark Webber          | Jaguar Racing      | 23     | Gespind     | 2           |        |

## Wetenswaardigheden
- Rondeleiders: Michael Schumacher 51 (1-9; 12-25; 28-39; 41-56), Juan Pablo Montoya 2 (10-11), Rubens Barrichello3 (26-27; 40).

## Statistieken
| Snelste ronde | Juan Pablo Montoya | Williams-BMW | 1:34.223 |

## Noot
- Dit was de zevenhonderdste Grand Prix-start voor een Britse coureur.
- Tiende snelste ronde voor Juan Pablo Montoya en voor een Colombiaanse coureur.
- Eerste podiumplaats voor Jenson Button.
- Derde overwinning van de Grote Prijs van Maleisië voor Michael Schumacher (eerdere overwinningen in 2000 en 2001); een verbetering van zijn eigen record.

1999 · 2000 · 2001 · 2002 · 2003 · 2004 · 2005 · 2006 · 2007 · 2008 · 2009 · 2010 · 2011 · 2012 · 2013 · 2014 · 2015 · 2016 · 2017